# Rocacorba (Querol)
Rocacorba és una muntanya de 680 metres que es troba al municipi de Querol, a la comarca de l'Alt Camp.